# Faustina (Name)
Faustina ist ein altrömischer weiblicher Name und ein weiblicher Vorname, die weibliche Form der Namen Faustinus (lateinisch) und Faustino (italienisch, spanisch, portugiesisch).

## Varianten
Faustine, Faustine (französisch), Faustyna (polnisch)

## Namensträgerinnen

### Altrömischer Name
- Faustina die Ältere (* zwischen 97 und 105; † 140), Ehefrau des römischen Kaisers Antoninus Pius
- Faustina die Jüngere (* um 130; † 176), Ehefrau des römischen Kaisers Mark Aurel
- Faustina, dritte Ehefrau des römischen Kaisers Constantius II.
- Rupilia Faustina, die Mutter der älteren Faustina, Großmutter des römischen Kaisers Mark Aurel
- Annia Cornificia Faustina (* 122/23; † ?), Schwester des römischen Kaisers Mark Aurel
- Domitia Faustina (* 147; † vor 161), Tochter des römischen Kaisers Mark Aurel und der jüngeren Faustina
- Annia Galeria Aurelia Faustina (* 150 oder 151; † vor 192), Tochter von Mark Aurel und der jüngeren Faustina
- Vitrasia Faustina († um 182), Tochter des Titus Pomponius Proculus Vitrasius Pollio und der Annia Fundania Faustina
- Ummidia Cornificia Faustina, Tochter der Annia Cornificia Faustina und Nichte des römischen Kaisers Mark Aurel
- Annia Faustina (3. Jahrhundert), dritte Ehefrau des römischen Kaisers Elagabal

### Vorname
- Faustina Bordoni (1697–1781), italienische Sängerin (Mezzosopran), Ehefrau von Johann Adolph Hasse
- Faustina Caley (* 1956), namibische Politikerin
- Faustina Hasse Hodges (1823–1895), US-amerikanische Komponistin und Organistin
- Faustina Iselin (1915–2010), Schweizer Malerin, Grafikerin und Bühnenbildnerin
- Faustina Pignatelli (1705–1769), italienische Mathematikerin und Physikerin
- Faustina Rehuher-Marugg, palauische Politikerin, 2017–2021 Außenministerin des Inselstaats

Faustine
- Faustine Merret (* 1978), französische Windsurferin
- Faustine Noël (* 1993), französische Badmintonspielerin

Zwischenname
- Maria Faustyna Kowalska (1905–1938), polnische Ordensschwester und Mystikerin, Heilige der katholischen Kirche